# Pittsburgh Steelers 2019
La stagione 2019 dei Pittsburgh Steelers è stata la 87ª della franchigia nella National Football League (NFL) e la 13ª con Mike Tomlin come capo-allenatore. La squadra non riuscì a migliorare il proprio record di 9–6–1 della stagione precedente dopo una sconfitta nella settimana 16 contro i New York Jets.
Per la prima volta dal 2013, Pittsburgh iniziiò la stagione con un record di 1–4, inclusa un'umiliante sconfitta per 33-3 contro i New England Patriots campioni del Super Bowl in carica a causa di un infortunio di Ben Roethlisberger. Tuttavia, la squadra vinse 7 delle successive 8 partite, arrivando alla settimana 14 su un record di 8–5 prima di perdere tre importanti gare consecutive, finendo 8-8. Per la franchigia fu il peggior record alla pari (2006 (in cui erano campioni in carica), 2012, 2013) dal 2003.

## Scelte nel Draft 2019
| Scelte degli Steelers nel Draft 2018 |        |                     |       |                   |
| Giro                                 | Scelta | Giocatore           | Ruolo | College           |
| 1                                    | 10     | Devin Bush          | ILB   | Michigan          |
| 3                                    | 66     | Diontae Johnson     | WR    | Toledo            |
| 3                                    | 83     | Justin Layne        | CB    | Michigan State    |
| 4                                    | 122    | Benny Snell         | RB    | Kentucky          |
| 5                                    | 141    | Zach Gentry         | TE    | Michigan          |
| 6                                    | 175    | Sutton Smith        | OLB   | Northern Illinois |
| 6                                    | 192    | Isaiah Buggs        | DE    | Alabama           |
| 6                                    | 207    | Ulysees Gilbert III | ILB   | Akron             |
| 7                                    | 219    | Derwin Gray         | OT    | Maryland          |

## Staff
| Staff dei Pittsburgh Steelers nel 2019 |
| --- |
| Organi dirigenziali - Presidente - Arthur J. Rooney II - Vice Presidente - Arthur J. Rooney Jr. - Consulente amministrativo - Charles H. Noll - General manager - Kevin Colbert - Director of Football and Business Administration – Omar Khan - Football Administration Coordinator – Samir Suleiman - Direttore del personale dei giocatori – Dan Rooney Jr. - Direttore degli osservatori del college – Phil Kreidler - Assistente senior, osservatore college – Rick Reiprish - Coordinatore del personale professionistico – Brandon Hunt Capo allenatore - Mike Tomlin - Assistente capo-allenatore/Defensive Line – John Mitchell Altri allenatori - Preparatore atletico – Garrett Giemont - Assistente p.a. – Marcel Pastoor Allenatori dell'attacco - Coordinatore offensivo - Randy Fitchner - Quarterback – Randy Fichtner - Running Back – James Saxon - Wide Receiver – Richard Mann - Tight End – James Daniel - Offensive Line – Mike Munchak - Assistente offensivo – Shaun Sarrett Allenatori della difesa - Coordinatore difensivo: Keith Butler - Inside Linebacker – Jerry Olsavsky - Outside Linebacker – Joey Porter - Defensive Back – Carnell Lake - Assistente difesa – Steve Meyer Allenatori dello special team - Coordinatore dello Special Team: Danny Smith |

## Roster
| Roster dei Pittsburgh Steelers nel 2019 |
| --- |
| Quarterback - 5 Joshua Dobbs - 7 Ben Roethlisberger - 2 Mason Rudolph Running Back - 30 James Conner - 45 Roosevelt Nix FB - 38 Jaylen Samuels - 24 Benny Snell Jr. Wide Receiver - 18 Diontae Johnson - 11 Donte Moncrief - 19 JuJu Smith-Schuster - 10 Ryan Switzer RS - 13 James Washington Tight End - 81 Zach Gentry - 85 Xavier Grimble - 89 Vance McDonald Offensive Linemen - 72 Zach Banner T - 66 David DeCastro G - 71 Matt Feiler T - 67 B.J. Finney C/G - 73 Ramon Foster G - 74 Fred Johnson G - 76 Chukwuma Okorafor T - 53 Maurkice Pouncey C - 78 Alejandro Villanueva T Defensive Linemen - 94 Tyson Alualu DE - 96 Isaiah Buggs DE - 79 Javon Hargrave NT - 97 Cameron Heyward DE - 93 Daniel McCullers NT - 91 Stephon Tuitt DE Linebacker - 92 Olasunkanmi Adeniyi OLB - 26 Mark Barron ILB - 55 Devin Bush Jr. ILB - 56 Anthony Chickillo OLB - 48 Bud Dupree OLB - 54 Ulysees Gilbert III ILB - 44 Tyler Matakevich ILB - 51 Tuzar Skipper OLB - 90 T.J. Watt OLB - 98 Vince Williams ILB Defensive Back - 25 Artie Burns CB - 37 Jordan Dangerfield SS - 21 Sean Davis FS - 34 Terrell Edmunds SS - 23 Joe Haden CB - 28 Mike Hilton CB - 29 Kameron Kelly FS - 31 Justin Layne CB - 22 Steven Nelson CB - 20 Cameron Sutton CB Special Team - 4 Jordan Berry P - 9 Chris Boswell K - 57 Kameron Canaday LS Lista delle riserve - 95 Lavon Hooks DE (IR) - 50 Ryan Shazier ILB (PUP) Squadra di allenamento - 27 Marcus Allen FS - 33 Trey Edmunds RB - 77 Derwin Gray T - 80 Johnny Holton WR - 14 Tevin Jones WR - 35 Trevon Mathis CB - 99 Henry Mondeaux DE - 62 Patrick Morris C - 87 Kevin Rader TE - 49 Christian Scotland-Williamson TE - 41 Robert Spillane ILB 53 attivi, 2 inattivi, 11 nella squadra di allenamento |
| Legenda - I rookie sono in corsivo. - Il primo ruolo è il principale mentre gli eventuali successivi indicano i ruoli secondari. - (IR) sta per Injured Reserve ed indica la lista ristretta per un solo giocatore infortunato che può tornare ad allenarsi dopo la settimana 6 e a rientrare in prima squadra dopo che questa ha giocato 8 partite. - (NF-Inj.) / (NF-Ill.) stanno rispettivamente per Non-Football Injured e Non-Football Illness ed indicano le liste dove viene inserito un giocatore che ha un infortunio o una malattia non dipendente dal football americano. - (PUP) sta per Physically Unable to Perform ed indica la lista dove viene inserito un giocatore mentre è in attesa di recuperare la condizione fisica. Nella stagione regolare dopo la sesta partita giocata dalla propria squadra, il giocatore ha tempo tre settimane per riprendere ad allenarsi, più tre settimane aggiuntive dal suo rientro agli allenamenti per rientrare in prima squadra. |

## Calendario
| Stagione regolare |                    |                         |                    |                    |                            |                    |
| Turno             | Data               | Avversario              | Risultato          | Record             | Stadio                     | Sintesi            |
| 1                 | 8 settembre        | at New England Patriots | S 3–33             | 0–1                | Gillette Stadium           | Recap              |
| 2                 | 15 settembre       | Seattle Seahawks        | S 26–28            | 0–2                | Heinz Field                | Recap              |
| 3                 | 22 settembre       | at San Francisco 49ers  | S 20–24            | 0–3                | Levi's Stadium             | Recap              |
| 4                 | 30 settembre       | Cincinnati Bengals      | V 27–3             | 1–3                | Heinz Field                | Recap              |
| 5                 | 6 ottobre          | Baltimore Ravens        | S 23–26 (dts)      | 1–4                | Heinz Field                | Recap              |
| 6                 | 13 ottobre         | at Los Angeles Chargers | V 24–17            | 2–4                | Dignity Health Sports Park | Recap              |
| 7                 | Settimana di pausa | Settimana di pausa      | Settimana di pausa | Settimana di pausa | Settimana di pausa         | Settimana di pausa |
| 8                 | 28 ottobre         | Miami Dolphins          | V 27–14            | 3–4                | Heinz Field                | Recap              |
| 9                 | 3 novembre         | Indianapolis Colts      | V 26–24            | 4–4                | Heinz Field                | Recap              |
| 10                | 10 novembre        | Los Angeles Rams        | V 17–12            | 5–4                | Heinz Field                | Recap              |
| 11                | 14 novembre        | at Cleveland Browns     | S 7–21             | 5–5                | FirstEnergy Stadium        | Recap              |
| 12                | 24 novembre        | at Cincinnati Bengals   | V 16–10            | 6–5                | Paul Brown Stadium         | Recap              |
| 13                | 1º dicembre        | Cleveland Browns        | V 20–13            | 7–5                | Heinz Field                | Recap              |
| 14                | 8 dicembre         | at Arizona Cardinals    | V 23–17            | 8–5                | State Farm Stadium         | Recap              |
| 15                | 15 dicembre        | Buffalo Bills           | S 10–17            | 8–6                | Heinz Field                | Recap              |
| 16                | 22 dicembre        | at New York Jets        | S 10–16            | 8–7                | MetLife Stadium            | Recap              |
| 17                | 29 dicembre        | at Baltimore Ravens     | S 10–28            | 8–8                | M&T Bank Stadium           | Recap              |

Nota: gli avversari della propria division sono in grassetto.

## Classifiche

### Division
| AFC North           | AFC North | AFC North | AFC North | AFC North | AFC North | AFC North | AFC North | AFC North |
| vedi • disc. • mod. | V         | S         | P         | PCT       | DIV       | CONF      | PF        | PS        |
| ------------------- | --------- | --------- | --------- | --------- | --------- | --------- | --------- | --------- |
| Baltimore Ravens    | 6         | 2         | 0         | .750      | 2–1       | 4-2       | 251       | 176       |
| Pittsburgh Steelers | 4         | 4         | 0         | .500      | 1-1       | 4-2       | 176       | 169       |
| Cleveland Browns    | 2         | 6         | 0         | .250      | 1–0       | 2-3       | 152       | 205       |
| Cincinnati Bengals  | 0         | 8         | 0         | .000      | 0–2       | 0-4       | 124       | 210       |
|                     |           |           |           |           |           |           |           |           |
|                     |           |           |           |           |           |           |           |           |

### Conference
| American Football Conference           | American Football Conference | American Football Conference | American Football Conference | American Football Conference | American Football Conference | American Football Conference | American Football Conference | American Football Conference | American Football Conference | American Football Conference |
| Pos.                                   | Squadra                      | Division                     | V                            | S                            | P                            | PCT                          | DIV                          | CONF                         | SOS                          | SOV                          |
| Capolista di Division                  | Capolista di Division        | Capolista di Division        | Capolista di Division        | Capolista di Division        | Capolista di Division        | Capolista di Division        | Capolista di Division        | Capolista di Division        | Capolista di Division        | Capolista di Division        |
| -------------------------------------- | ---------------------------- | ---------------------------- | ---------------------------- | ---------------------------- | ---------------------------- | ---------------------------- | ---------------------------- | ---------------------------- | ---------------------------- | ---------------------------- |
| 1                                      | Baltimore Ravens             | North                        | 14                           | 2                            | 0                            | .875                         | 5–1                          | 10–2                         | .400                         | .356                         |
| 2                                      | Kansas City Chiefs           | West                         | 12                           | 4                            | 0                            | .750                         | 6–0                          | 9–3                          | .436                         | .414                         |
| 3                                      | New England Patriots         | East                         | 12                           | 4                            | 0                            | .750                         | 5-1                          | 8-4                          | .549                         | .507                         |
| 4                                      | Houston Texans               | South                        | 10                           | 6                            | 0                            | .625                         | 4-2                          | 8-4                          | .441                         | .459                         |
| Wild Card                              |                              |                              |                              |                              |                              |                              |                              |                              |                              |                              |
| 5                                      | Buffalo Bills                | East                         | 10                           | 6                            | 0                            | .625                         | 3-3                          | 7-5                          | .330                         | .214                         |
| 6                                      | Tennessee Titans             | South                        | 9                            | 7                            | 0                            | .563                         | 3-3                          | 7-5                          | .539                         | .452                         |
| In corsa per i play-off                |                              |                              |                              |                              |                              |                              |                              |                              |                              |                              |
| 7                                      | Pittsburgh Steelers          | North                        | 8                            | 8                            | 0                            | .500                         | 3-3                          | 6-6                          | .481                         | .336                         |
| 8                                      | Denver Broncos               | West                         | 7                            | 9                            | 0                            | .438                         | 3-3                          | 6-6                          | .554                         | .353                         |
| 9                                      | Oakland Raiders              | West                         | 7                            | 9                            | 0                            | .438                         | 3-3                          | 5-7                          | .451                         | .404                         |
| 10                                     | Indianapolis Colts           | South                        | 7                            | 9                            | 0                            | .438                         | 3-3                          | 5-7                          | .630                         | .575                         |
| 11                                     | New York Jets                | East                         | 7                            | 9                            | 0                            | .438                         | 2-4                          | 4-8                          | .485                         | .275                         |
| 12                                     | Jacksonville Jaguars         | South                        | 6                            | 10                           | 0                            | .375                         | 2-4                          | 6-6                          | .500                         | .500                         |
| 13                                     | Cleveland Browns             | North                        | 6                            | 10                           | 0                            | .375                         | 3-3                          | 6-6                          | .544                         | .419                         |
| 14                                     | Los Angeles Chargers         | West                         | 5                            | 11                           | 0                            | .313                         | 0-6                          | 3-9                          | .490                         | .300                         |
| 15                                     | Miami Dolphins               | East                         | 5                            | 11                           | 0                            | .313                         | 2-4                          | 4-8                          | .554                         | .450                         |
| 16                                     | Cincinnati Bengals           | North                        | 2                            | 14                           | 0                            | .125                         | 1-5                          | 2-10                         | .639                         | .000                         |
| Criteri di spareggio                   |                              |                              |                              |                              |                              |                              |                              |                              |                              |                              |
| 1.                                     |                              |                              |                              |                              |                              |                              |                              |                              |                              |                              |
| Legenda                                |                              |                              |                              |                              |                              |                              |                              |                              |                              |                              |
| w — wild card ottenuta                 |                              |                              |                              |                              |                              |                              |                              |                              |                              |                              |
| x — partecipazione ai playoff ottenuta |                              |                              |                              |                              |                              |                              |                              |                              |                              |                              |
| y — campioni di division               |                              |                              |                              |                              |                              |                              |                              |                              |                              |                              |
| z — salto del primo turno di play-off  |                              |                              |                              |                              |                              |                              |                              |                              |                              |                              |
| * — vantaggio del campo ottenuto       |                              |                              |                              |                              |                              |                              |                              |                              |                              |                              |

## Premi

### Premi settimanali e mensili
- Devin Bush Jr.:

difensore della AFC della settimana 6
- James Conner:

giocatore offensivo della AFC della settimana 8
- Bud Dupree:

difensore della AFC della settimana 9
- T.J. Watt:

difensore della AFC del mese di novembre
- Diontae Johnson:

giocatore degli special team della AFC della settimana 14